# Рецепторы, активируемые пероксисомным пролифератором

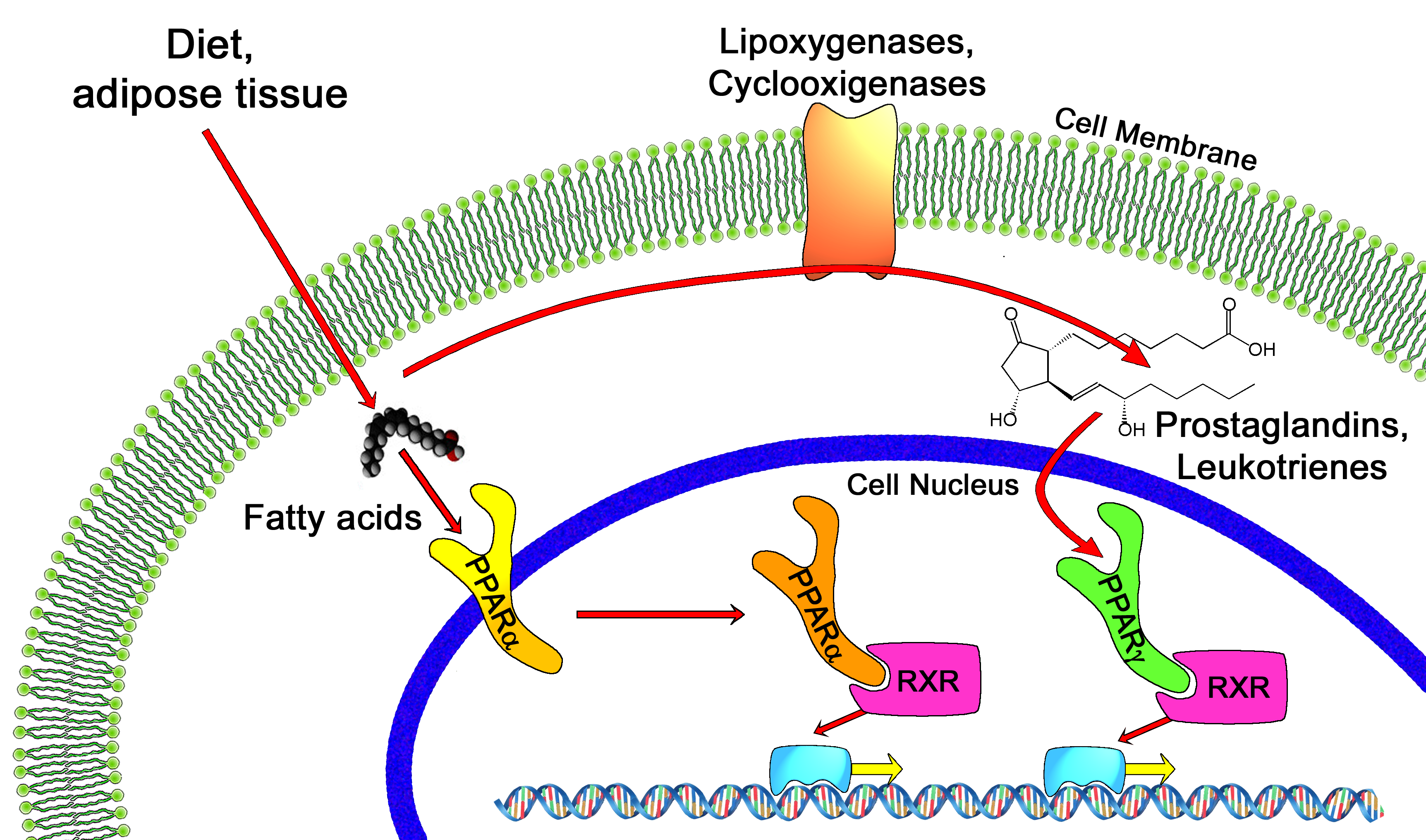
Рецепторы, активируемые пероксисомными пролифераторами — PPARs — Peroxisome proliferator-activated receptors.

Рецепторы, активируемые  пероксисомными пролифераторами (англ. Peroxisome proliferator-activated receptors, PPARs) — группа рецепторов клеточного ядра, функционирующих в качестве фактора транскрипции. PPARs играют существенную роль в регуляции клеточной дифференцировки, развития, метаболизма (липидов, углеводов, белков), онкогенеза у высших организмов.

## Номенклатура и распределение в тканях
Идентифицировано 3 типа PPARs: альфа, гамма и дельта (бета):
- α (альфа) — экспрессируется в печени, почках, сердце, мышцах, жировой ткани и в других[6].
- β/δ (бета/дельта) — экспрессируется во многих тканях, преимущественно в печени, жировой ткани и коже.
- γ (гамма) — экспрессируется в трёх формах, вследствие альтернативного сплайсинга:
  - γ1 — экспрессируется во всех тканях, включая сердце, поджелудочную железу, селезёнку, толстый кишечник.
  - γ2 — большей частью экспрессируется в адипоцитах (состоит из 30 аминокислот).
  - γ3 — синтезируется в макрофагах, толстом кишечнике, белой жировой ткани.

## Структура
Как и другие ядерные рецепторы, PPAR имеют модульную структуру и содержат следующие функциональные домены:
- (A/B) — N-концевая область
- (C) DBD — ДНК-связывающий домен
- (D) — гибкая шарнирная область
- (E) LBD — лигандсвязывающий домен
- (F) С-концевая область

DBD содержит два мотива цинковых пальцев, которые связываются со специфическими последовательностями ДНК, известными как элементы отклика гормона, когда рецептор активирован.
LBD имеет обширную вторичную структуру, состоящую из 13 альфа-спиралей и бета-листа. Как природные, так и синтетические лиганды могут связываться с LBD, активируя или подавляя активность рецептора.

## История
PPARs были первоначально обнаружены у лягушек рода Xenopus в качестве рецепторов, индуцирующих пролиферацию пероксисом в клетках. Первый PPAR (PPARα) был открыт во время поиска молекулярной мишени для лекарственных средств, в настоящий момент известных как фибраты. Когда было обнаружено, что PPARs играют более существенную роль, для лекарственных средств, влияющих на них был предложен термин лиганды PPAR. Наиболее известными представителями данного класса соединений являются тиазолидиндионы.

## Физиологическая роль
Все PPARs образуют гетеродимер с X рецептором печени, который впоследствии формирует гетеродимер с ретиноидным X рецептором и связывается со специфическими участками ДНК гена-мишени. Эти участки представлены следующей нуклеотидной последовательностью AGGTCAXAGGTCA. Присоединение PPAR может как понижать, так и повышать интенсивность транскрипции гена. Функция PPARs регулируется точной формой лиганд-связывающего домена, обусловленной присоединением лиганда, а также белков-коактиваторов или белков-корепрессоров. К эндогенным лигандам PPARs относятся: свободные жирные кислоты и эйкозаноиды. PPARγ активируется простагландином J2, а PPARα — лейкотриеном B4.

## Фармакология
PPARα и PPARγ являются молекулярными мишенями для ряда лекарственных средств, PPARα — для фибратов, PPARγ — для тиазолидиндионов (Пиоглитазон, Росиглитазон).